# دایرکت پلی
دایرکت پلی قسمتی از پروژه ی   دایرکت اکس واسط برنامه نویسی کاربردی مایکروسافت  است . درحقیقت یک کتابخانه شبکه ارتباطاتیست  که برای توسعه ی   بازی های رایانه ای  در نظر گرفته شده است ، اگرچه می تواند برای اهداف دیگری نیز مورد استفاده قرار گیرد.
دایرکت پلی  به عنوان یک نرم افزار سطح بالا رابط بین برنامه ها و خدمات ارتباطاتیست  که به  بازی ها اجازه می دهد از طریق اینترنت ، پیوند مودم  یا  شبکه   به هم متصل شوند. این مجموعه دارای ابزاریست  که به بازیکنان  این امکان را می دهد تا  بازی ها  و سایت هایی را  برای مدیریت  اطلاعات بین میزبان و بازیکنان پیدا کنند. این راهی فراهم میکند تا برنامه ها بتوانند باهم در ارتباط باشند ، صرف نظر از سرویس آنلاین یا پروتکل اصلی. همچنین بسیاری از مشکلات اتصال ، مانند برگردان نشانی شبکه (NAT) را برطرف می کند.
مانند بقیه   دایرکت اکس ها  ، دایرکت پلی نیز در COM اجرا می شود و از طریق واسط(رایانش) مدل شیء مؤلفه (COM) قابل دسترسی است. به صورت پیش فرض ، دایرکت پلی از تکنیک های برنامه نویسی  ریسه(رایانش) استفاده می کند و برای جلوگیری از مشکلات معمول موضوع ، نیاز به فکر دقیق دارد. از نسخه دایرکت اکس 9 ، این مسئله می تواند با هزینه کارآیی کاهش یابد.

## مدل شبکه ای
در زیر و بم کار ، دایرکت پلی در حقیقت بر روی قرارداد داده نگار کاربر (UDP) ساخته شده است تا به آن امکان ارتباط سریع با سایر برنامه های دایرکت پلی را بدهد.
دایرکت پلی در لایه های 4 و 5 مدل اتصال متقابل سامانه های باز(OSI) قرار دارد .
- در لایه 4 ، دایرکت پلی در صورت درخواست برنامه می تواند کارهای زیر را انجام دهد:
  - سفارش پیام ، که اطمینان می دهد داده ها به همان ترتیب ارسال شده می رسند و تغییر نکرده اند.
  - اعتماد(شبکه رایانه ای) پیام ، که تضمین می کند داده ها وارد می شوند.
  - کنترل جریان(داده) پیام ، که اطمینان می دهد داده ها فقط با نرخی که گیرنده می تواند آن را دریافت کند ارسال می شود.
- در لایه 5 ، دایرکت پلی همیشه کار زیر را انجام می دهد:
  - شروع و خاتمه اتصال

## رابط ها
- رابط های اصلی (روش های دسترسی) برای دایرکت پلی عبارتند از:
  - IDirectPlay8Server ، که امکان دسترسی به قابلیت   سرور  را فراهم می کند.
  - IDirectPlay8Client ، که امکان دسترسی به قابلیت های   کارخواه  را فراهم می کند.
  - IDirectPlay8Peer ، که  امکان دسترسی به عملکردهای نظیر به نظیر  را فراهم می کند.
- رابط های ثانویه عبارتند از:
  - رابط های مختلف لابی که به بازیکنان امکان می دهد یک بازی را پیدا و آماده کنند قبل از اینکه به طور حقیقی شروع شود .
  - رابط های مدیریت موضوع که به برنامه نویس اجازه می دهد تا میزان استفاده از منابع را تنظیم کند. این امر همچنین امکان غیرفعال کردن ریسه های کارگری به طور کلی را فراهم می کند تا از مسائل پیچیده و چند رشته ای به بهای کاهش پاسخگویی جلوگیری شود.
  - رابط های مختلف برگردان نشانی شبکه (NAT) که میزبان بازی ها را برای بازیکنان پشت  روتر آسان می کند.  اکثر بازیکنان با ارتباط اینترتی باند پهن   با این مشکل روبرو هستند.
  - رابط های مختلف ارتباط صوتی معروف به DirectPlay Voice (دایرکت پلی وویس)که پشتیبانی از ارتباط صوتی و ورودی صوتی را در بازی ها آسان تر می کند.
  - رابط های مختلف نظارت بر صف که به برنامه اجازه می دهد تا در مورد میزان ارسال و دریافت داده در صورت درخواست بازخورد دریافت کند. که  اجازه می دهد تا یک برنامه متناسب با قابلیت گیرنده ، مقدار داده ارسال شده را کاهش یا افزایش دهد.

## دایرکت پلی وویس
دایرکت پلی وویس در ویندوز ام ای به عنوان بخشی از DirectX 7.1 برای بازی های چند نفره معرفی شد.  این یک  ارتباطات صوتی ، ضبط و پخش API است که به گیمرها اجازه می دهد از طریق خود جلسه  انتقال شبکه دایرکت پلی  ، از گفتگوی صوتی در بازی ها که  برای استفاده از API نوشته شده اند استفاده کنند.

## شرایط جاری
دایرکت پلی به طور سنتی یکی از اعضای  دایرکت اکس بود که کمتر مورد توجه قرار گرفت ، اما  دایرکت اکس نسخه 8 مورد بازنگری اساسی قرار گرفت و به یک کتابخانه شبکه نسبتاً سبک تبدیل شد. با این حال ، به عنوان بخشی از رونمایی مایکروسافت از XNA در سال 2004 ، مایکروسافت نشان داد که دایرکت پلی  به نفع Games for Windows -live فناوری ای که از قبل در اکس باکس در دسترس بود و برای استفاده به رایانه های ویندوز  منتقل شده بود، منسوخ  می شود. دایرکت پلی در دایرکت اکس DLL برای تمام مدت ویندوز XP  پشتیبانی می شود ، اما از پاییز 2007  سرصفحه ها و کتابخانه ها — اجازی حیاتی ای که اگر برنامه نویسان بخواهند برنامه های جدیدی را بنویسند که از این فناوری استفاده می کند به صورت آماده به آنان کمک می کنند — در دایرکت اکس SDK  دیگر وجود ندارند.
در ویندوز ویستا ، دایرکت پلی منسوخ شده و دایرکت پلی وویس و دایرکت پلیNAT(برگردان نشانی شبکه) حذف شده اند. 

## همچنین ببینید
- دایرکت اکس

## لینک های خارجی
- مستندات Microsoft DirectPlay
- Microsoft DirectX 9 آخرین SDK همراه با هدرها و کتابخانه های DirectPlay است.

برخی از کتابخانه های جایگزین که با همان هدف دایرکت پلی کار می کنند
- HawkNL توسط Wayback Machine (بایگانی‌شده ۲۰۱۴-۰۷-۰۸)
- OpenTNL توسط Wayback Machine (بایگانی‌شده ۲۰۱۶-۰۴-۲۳)
- راکت